# Innocenty Libura

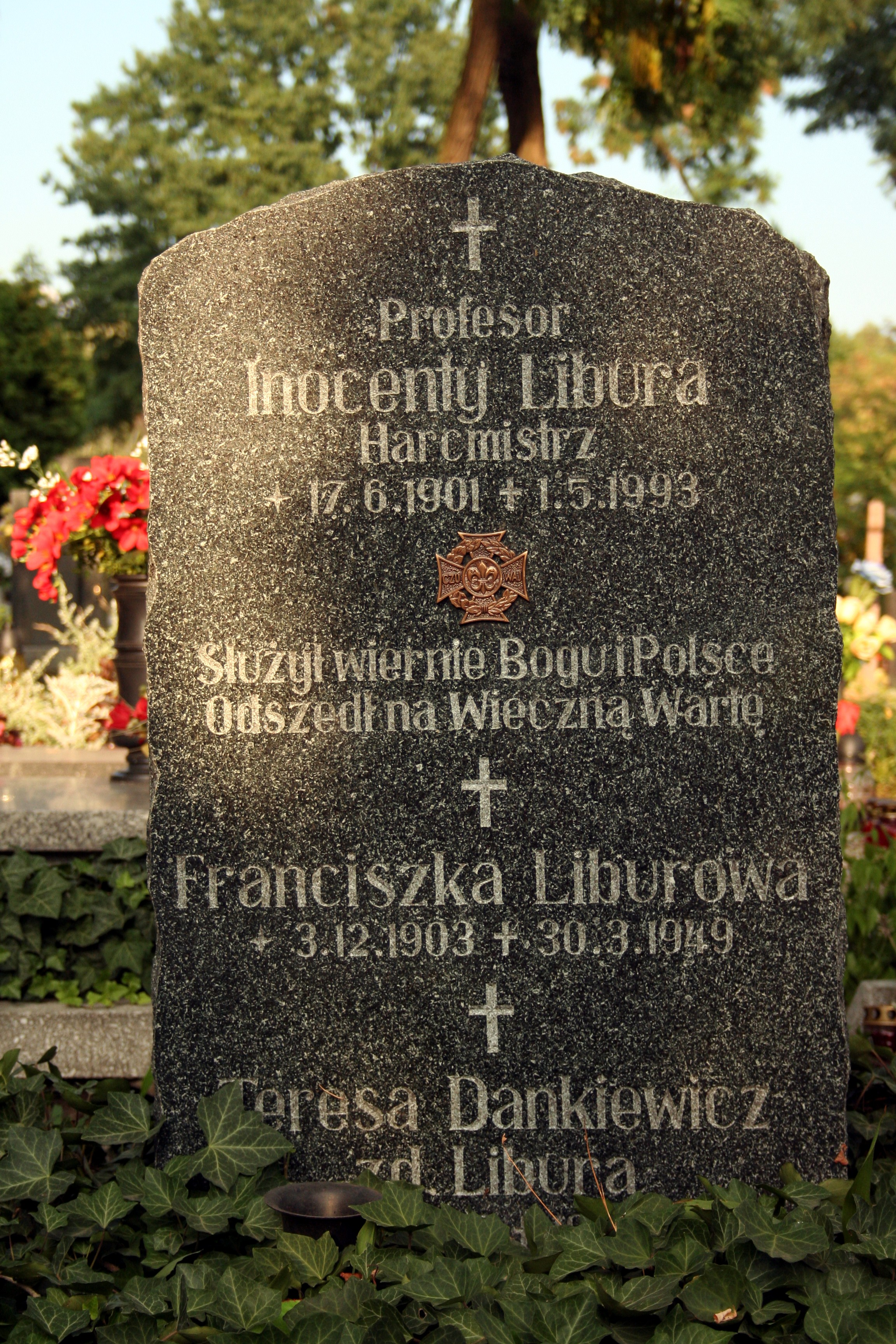
Tablica nagrobna Innocentego Libury na cmentarzu komunalnym w Rybniku

Innocenty Libura (ur. 17 czerwca 1901 w Michałowicach, zm. 1 maja 1993 w Rybniku) – pedagog, społecznik i działacz Związku Harcerstwa Polskiego, Ligi Ochrony Przyrody, Polskiego Towarzystwa Turystyczno-Krajoznawczego i Towarzystwa Miłośników Rybnika. Publicysta i autor książek.

## Życiorys
Od 1915 był członkiem Polskiej Organizacji Skautowej, a następnie Związku Harcerstwa Polskiego, harcmistrzem. Studiował polonistykę na Uniwersytecie Warszawskim (1921–1924), Uniwersytecie Jagiellońskim (1925–1926). Od 1926 nauczyciel języka polskiego w Państwowym Gimnazjum w Rybniku. W 1931 uzyskał stopień doktora filozofii (pracą: „Twórczość Dominika Magnuszewskiego”). W wojnie obronnej 1939 roku żołnierz 75 pułku piechoty, jeniec wojenny (obozy: w Braunschweigu 1940, Oflag II C Woldenberg do 1945). Po wojnie uczył języka polskiego w Liceum Ogólnokształcącym nr 1 w Rybniku (1945–1951), Liceum Ogólnokształcącym nr 2 w Rybniku (1951–1961), języka rosyjskiego w Liceum Ogólnokształcącym nr 2 w Rybniku (na emeryturze).
Drużynowy, później opiekun IV Drużyny ZHP im. Henryka Sienkiewicza w Rybniku.

## Odznaczenia
- Krzyż Kawalerski Orderu Odrodzenia Polski (1975)[1]
- Krzyż Walecznych (1982)[1]
- Krzyż za udział w Wojnie 1918–1921[1]
- Medal „Za udział w wojnie obronnej 1939” (1982)[1]
- Złota Odznaka ZNP (1986)[1]
- Medal Komisji Edukacji Narodowej (1991)[1]

## Upamiętnienie
Profesorowi Liburze poświęcona jest jedna z rybnickich ulic - dróżka Profesora Libury.

## Wybrane publikacje
- I. Libura: Maksymilian Basista – rybnicki księgarz i społecznik (1883-1967). Rybnik: 1991. Brak numerów stron w książce
- I. Libura: Z dziejów domowych powiatu. Gawęda o ziemi rybnickiej. Opole: 1984. Brak numerów stron w książce
- I. Libura: Przewodnik po ziemi rybnicko-wodzisławskiej. Katowice: Wydawnictwo Śląsk, 1965. Brak numerów stron w książce
- I. Libura: Krokiem zdobywców. Opowieść o drużynie (1914 – 1920). Kraków: Wydawnictwo Benedyktynów Tyniec, 2018. ISBN 978-83-7354-757-5. Brak numerów stron w książce
- I. Libura: Poprzez dwudziestolecie. Kraków, Wydawnictwo Benedyktynów Tyniec, 2020. ISBN 978-83-7354-967-8
- I. Libura: Dziennik jeńca Oflagu IIC Woldenberg, Kraków, Wydawnictwo Benedyktynów Tyniec, 2022. ISBN 978-83-8205-208-4